# Ảnh (toán học)

f là một hàm từ miền X đến đối miền Y. Hình bầu dục màu vàng bên trong Y là ảnh của f.

Trong toán học, ảnh của một hàm là tập hợp tất cả các giá trị đầu ra mà nó có thể tạo ra.

## Định nghĩa

### Ảnh của một phần tử
Nếu x là một phần tử của X, thì f(x)=y (giá trị của f tại x) được gọi ảnh của x tạo bởi f.

### Ảnh của một tập con
Ảnh của một tập con A ⊆ X tạo bởi f là tập con
{\displaystyle f[A]=\{f(x)\mid x\in A\}}

### Ảnh của một hàm
Ảnh của một hàm là ảnh của toàn bộ miền xác định của nó.

## Nghịch ảnh
Đặt f là một hàm từ X đến Y. Nghịch ảnh (hay tạo ảnh) của tập hợp B ⊆ Y dưới f là tập con của X được xác định bởi
{\displaystyle f^{-1}[B]=\{x\in X\,|\,f(x)\in B\}.}
Nghịch ảnh của một điểm y còn được gọi là thớ của f tại y hoặc tập mức của y.

## Tính chất

### Chung
Với mọi {\displaystyle f:X\rightarrow Y} các tập con {\displaystyle A\subseteq X}, {\displaystyle B\subseteq Y}, ta có: 
| Hình ảnh | Tiền đề                                                                                            |
| --- | -------------------------------------------------------------------------------------------------- |
| {\displaystyle f(X)\subseteq Y} | {\displaystyle f^{-1}(Y)=X}                                                                        |
| {\displaystyle f(f^{-1}(Y))=f(X)} | {\displaystyle f^{-1}(f(X))=X}                                                                     |
| {\displaystyle f(f^{-1}(B))\subseteq B} (ta có dấu bằng nếu {\displaystyle B\subseteq f(X)}, ví dụ như nếu {\displaystyle f} là một toàn ánh) | {\displaystyle f^{-1}(f(A))\supseteq A} (ta có dấu bằng bằng nếu {\displaystyle f} là một đơn ánh) |
| {\displaystyle f(f^{-1}(B))=B\cap f(X)} | {\displaystyle (f\vert _{A})^{-1}(B)=A\cap f^{-1}(B)}                                              |
| {\displaystyle f(f^{-1}(f(A)))=f(A)} | {\displaystyle f^{-1}(f(f^{-1}(B)))=f^{-1}(B)}                                                     |
| {\displaystyle f(A)=\varnothing \Leftrightarrow A=\varnothing }                                                                               | {\displaystyle f^{-1}(B)=\varnothing \Leftrightarrow B\subseteq Y\setminus f(X)}                   |
| {\displaystyle f(A)\supseteq B\Leftrightarrow \exists C\subseteq A:f(C)=B}                                                                    | {\displaystyle f^{-1}(B)\supseteq A\Leftrightarrow f(A)\subseteq B}                                |
| {\displaystyle f(A)\supseteq f(X\setminus A)\Leftrightarrow f(A)=f(X)}                                                                        | {\displaystyle f^{-1}(B)\supseteq f^{-1}(Y\setminus B)\Leftrightarrow f^{-1}(B)=X}                 |
| {\displaystyle f(X\setminus A)\supseteq f(X)\setminus f(A)}                                                                                   | {\displaystyle f^{-1}(Y\setminus B)=X\setminus f^{-1}(B)}                                          |
| {\displaystyle f(A\cup f^{-1}(B))\subseteq f(A)\cup B}                                                                                        | {\displaystyle f^{-1}(f(A)\cup B)\supseteq A\cup f^{-1}(B)}                                        |
| {\displaystyle f(A\cap f^{-1}(B))=f(A)\cap B}                                                                                                 | {\displaystyle f^{-1}(f(A)\cap B)\supseteq A\cap f^{-1}(B)}                                        |

- {\displaystyle f(A)\cap B=\varnothing \Leftrightarrow A\cap f^{-1}(B)=\varnothing }

### Nhiều hàm
Cho hai hàm {\displaystyle f:X\rightarrow Y} và {\displaystyle g:Y\rightarrow Z} và các tập con {\displaystyle A\subseteq X}, {\displaystyle C\subseteq Z}, ta có:
- {\displaystyle (g\circ f)(A)=g(f(A))}
- {\displaystyle (g\circ f)^{-1}(C)=f^{-1}(g^{-1}(C))}

### Nhiều tập hợp
Cho hàm {\displaystyle f:X\rightarrow Y} và các tập con {\displaystyle A_{1},A_{2}\subseteq X}, {\displaystyle B_{1},B_{2}\subseteq Y}, ta có: 
| Hình ảnh | Tiền đề                                                                              |
| --- | ------------------------------------------------------------------------------------ |
| {\displaystyle A_{1}\subseteq A_{2}\Rightarrow f(A_{1})\subseteq f(A_{2})}                                                    | {\displaystyle B_{1}\subseteq B_{2}\Rightarrow f^{-1}(B_{1})\subseteq f^{-1}(B_{2})} |
| {\displaystyle f(A_{1}\cup A_{2})=f(A_{1})\cup f(A_{2})}                                                                      | {\displaystyle f^{-1}(B_{1}\cup B_{2})=f^{-1}(B_{1})\cup f^{-1}(B_{2})}              |
| {\displaystyle f(A_{1}\cap A_{2})\subseteq f(A_{1})\cap f(A_{2})} (ta có dấu bằng nếu {\displaystyle f} là đơn ánh )          | {\displaystyle f^{-1}(B_{1}\cap B_{2})=f^{-1}(B_{1})\cap f^{-1}(B_{2})}              |
| {\displaystyle f(A_{1}\setminus A_{2})\supseteq f(A_{1})\setminus f(A_{2})} (ta có dấu bằng nếu {\displaystyle f} là đơn ánh) | {\displaystyle f^{-1}(B_{1}\setminus B_{2})=f^{-1}(B_{1})\setminus f^{-1}(B_{2})}    |
| {\displaystyle f(A_{1}\triangle A_{2})\supseteq f(A_{1})\triangle f(A_{2})} (ta có dấu bằng nếu {\displaystyle f} là đơn ánh) | {\displaystyle f^{-1}(B_{1}\triangle B_{2})=f^{-1}(B_{1})\triangle f^{-1}(B_{2})}    |

Ngoài ra
- {\displaystyle f\left(\bigcup _{s\in S}A_{s}\right)=\bigcup _{s\in S}f(A_{s})}
- {\displaystyle f\left(\bigcap _{s\in S}A_{s}\right)\subseteq \bigcap _{s\in S}f(A_{s})}
- {\displaystyle f^{-1}\left(\bigcup _{s\in S}B_{s}\right)=\bigcup _{s\in S}f^{-1}(B_{s})}
- {\displaystyle f^{-1}\left(\bigcap _{s\in S}B_{s}\right)=\bigcap _{s\in S}f^{-1}(B_{s})}